# Ficțiune de aventuri

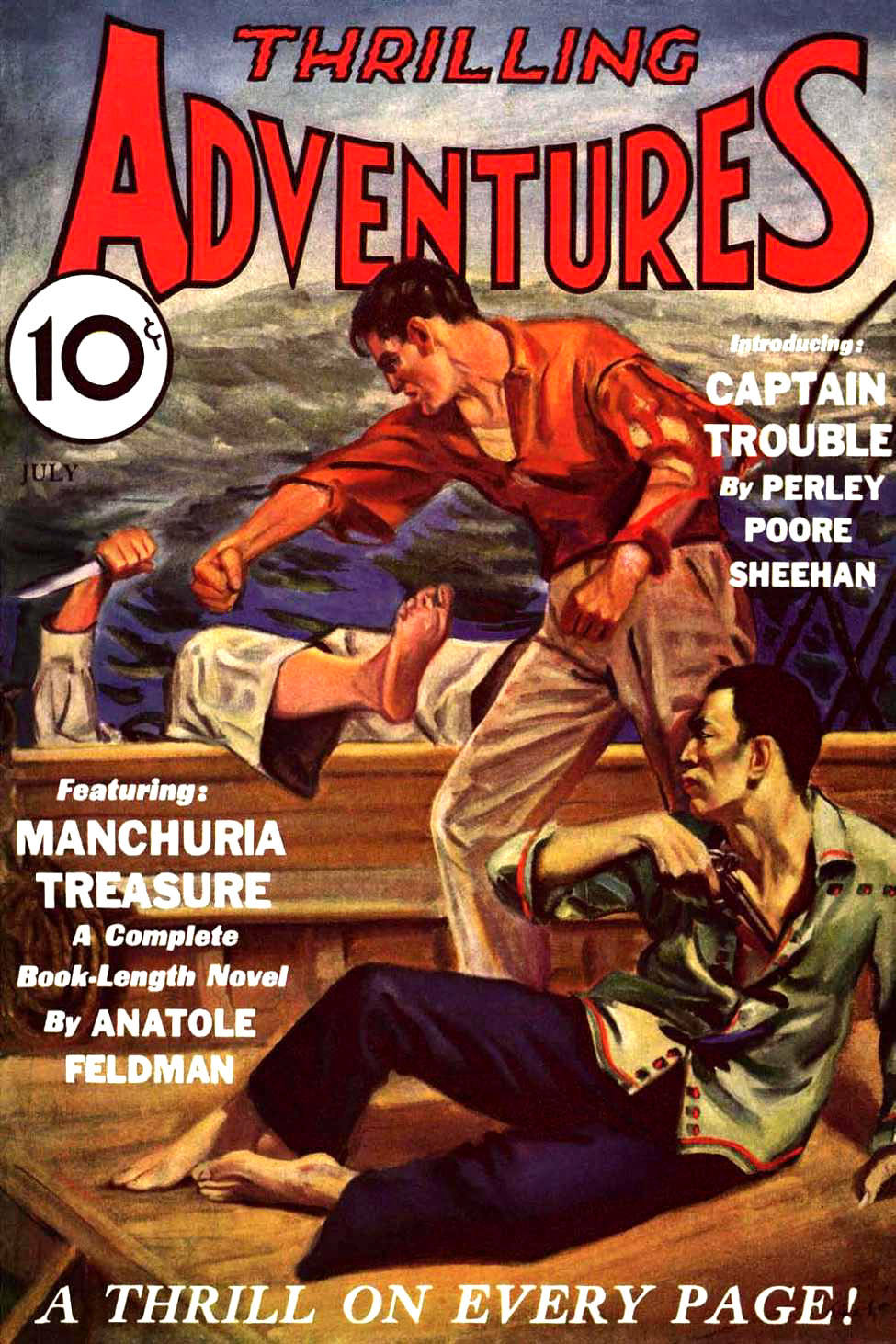
Romanele de aventură și povestirile au fost subiecte populare pentru revistele americane de literatură de consum.

Ficțiunea de aventuri este ficțiunea care prezintă de obicei un pericol sau oferă cititorului un sentiment de emoție.

## Istorie
În Introducerea Enciclopediei ficțiunii de aventură -- Encyclopedia of Adventure Fiction, criticul Don D'Ammassa definește genul astfel: 
D'Ammassa susține că povestirile de aventură fac ca elementul pericolului să fie în centrul atenției; prin urmare, el susține că romanul lui Charles Dickens Poveste despre două orașe este un roman de aventură, deoarece protagoniștii sunt într-un pericol constant de a fi încarcerați sau uciși, în timp ce romanul Marile speranțe nu este roman de aventură datorită faptului că „întâlnirea lui Pip cu condamnatul este o aventură, dar scena este doar un dispozitiv pentru a avansa scenariul principal, care nu este cu adevărat o aventură".  
Aventura a fost o temă comună încă de la apariția ficțiunii scrise. Într-adevăr, scenariul standard al romanelor medievale era prezentarea unei serii de aventuri. Urmând un scenariu la fel de vechi ca al lui Heliodor și atât de rezistent încât să fie încă în viață ca în filmele de aventuri de la Hollywood, un erou avea să treacă printr-un prim set de aventuri înainte de a-și întâlni doamna. Ar urma apoi o separare a celor doi, cu un al doilea set de aventuri care să conducă la reuniunea finală. 
Variațiile au menținut viu genul. De la mijlocul secolului al XIX-lea încoace, când alfabetizarea în rândul populației s-a răspândit, aventura a devenit un subgen popular al ficțiunii. Cu toate că nu a fost exploatată la maxim, aventura a cunoscut multe schimbări de-a lungul anilor - de la a fi constrânsă la povești cu cavaleri în armură până la povești cu spionaj de înaltă tehnologie. 
Exemple din acea perioadă includ Sir Walter Scott, Alexandre Dumas, Jules Verne, Brontë Sisters, H. Rider Haggard, Victor Hugo,  Emilio Salgari, Louis Henri Boussenard, Thomas Mayne Reid, Sax Rohmer, Edgar Wallace și Robert Louis Stevenson. 
Romanele de aventură și povestirile au devenit subiecte populare pentru revistele americane pulp, care au dominat ficțiunea populară americană între Era Progresivă și anii 1950. Câteva reviste pulp, precum Adventure, Argosy, Blue Book, Top-Notch și Short Story, s-au specializat în acest gen. Printre scriitorii de aventură care au scris pentru reviste pulp se numără Edgar Rice Burroughs, Talbot Mundy, Theodore Roscoe, Johnston McCulley, Arthur O. Friel, Harold Lamb, Carl Jacobi, George F. Worts,  Georges Surdez, H. Bedford-Jones și J. Allan Dunn.
Ficțiunea de aventură se suprapune deseori cu alte genuri, în special romane de război, romane polițiste, povestiri marinărești, Robinsonade, povestiri de spionaj (ca în lucrările lui John Buchan, Eric Ambler și Ian Fleming), science fiction, fantasy, (Robert E. Howard și J.R.R. Tolkien au combinat tema universului fictiv cu romanul de aventură)  și western-uri. Nu toate cărțile din aceste genuri sunt și de aventură. Ficțiunea de aventură folosește setarea și premisa acestor alte genuri, dar acțiunea rapidă a unei aventuri se concentrează pe acțiunile eroului în cadrul setărilor. Cu câteva excepții notabile (cum ar fi baroneasa Orczy, Leigh Brackett și Marion Zimmer Bradley) ficțiunea de aventură ca gen a fost dominată în mare parte de scriitori de sex masculin, deși scriitoarele în prezent sunt din ce în ce mai multe.

## Pentru copii
Poveștile de aventură scrise special pentru copii au început în secolul al XIX-lea. Exemple timpurii includ „Familia elvețiană Robinson” de Johann David Wyss (1812), Copiii noii păduri de Frederick Marryat (1847) și „Țăranul și prințul” de Harriet Martineau (1856). Era victoriană a cunoscut dezvoltarea genului, W.H.G. Kingston, R.M. Ballantyne și G.A. Henty fiind specializați în producția de ficțiune de aventură pentru băieți. Acest lucru a inspirat scriitori care, în mod normal, ar fi scris doar pentru publicul adult, pentru a realiza astfel de lucrări, precum Robert Louis Stevenson, care a scris Insula comorilor ca o lectură pentru copii. În anii de după primul război mondial, scriitori precum Arthur Ransome au dezvoltat genul aventurii prin stabilirea aventurii în Marea Britanie, mai degrabă decât în țările îndepărtate, în timp ce Geoffrey Trease, Rosemary Sutcliff și Esther Forbes au adus un nou rafinament romanelor de aventuri istorice.  Scriitori moderni, precum Mildred D. Taylor (Roll of Thunder, Hear My Cry) și Philip Pullman (romanele din seria Veronica Beatrice Sally Lockhart) au continuat tradiția aventurii istorice.  Romanul modern de aventuri pentru copii tratează uneori probleme controversate precum terorismul (Robert Cormier, După prima moarte, (1979)) și războiul în lumea a treia (Peter Dickinson, AK, (1990)).